# Sepiidae
Sepiidae sind eine Familie von Zehnarmigen Tintenfischen aus der Ordnung der Sepiida mit etwa 100 Arten in drei Gattungen.

## Merkmale
Sepiidae sind kleine bis mittelgroße Kopffüßer mit einem Gewicht von bis zu 12 kg, deren Mantel eine Länge von 50 cm erreichen kann. Der ovale, längliche oder fast runde Mantel ist von einem schmalen, am hinteren Ende unterbrochenen, Flossensaum umgeben. Der dorsal im Mantel, unter der Haut liegende Schulp ist gewöhnlich ebenso lang wie der Mantel (mit Ausnahme der Gattung Metasepia) und oval lanzett- oder rautenförmig. Der massige Kopf ist etwas schmaler als der Mantel, die hervortretenden Augen sind von einer transparenten Membrane bedeckt. Um den Mund befinden sich die acht Arme und die beiden verlängerten Fangarme. An den Armen sitzen in Querreihen zwei bis vier, an den keulenförmig verdickten Enden der Fangarme vier oder mehr Saugnäpfe mit chitinverstärkten Ringen. Die Fangarme können in seitliche Manteltaschen eingezogen werden. Sepiidae sind mit zwei Kiemen ausgestattet.

## Verbreitung
Sepiidae sind in tropischen, subtropischen und gemäßigten Zonen der Alten Welt, im Mittelmeer, um Australien und um Tasmanien zu finden. Die nördliche Verbreitungsgrenze liegt im Westen bei Norwegen, im Osten auf Höhe der Peter-der-Große-Bucht.

## Lebensraum und Lebensweise
Sepiidae bewohnen den Kontinentalschelf und den oberen Kontinentalhang bis in eine Tiefe von 1000 m. Sie sind primär Bodenbewohner von felsigem, sandigem und schlammigem Bodengrund, von Seegraswiesen, Tangwald und Korallenriffen. Manche Arten unternehmen temperaturbedingte Wanderungen und sammeln sich, meist in flachem Wasser, zur Fortpflanzung. Die mittelgroßen Eier werden an ein Substrat geheftet, die Entwicklungszeit ist temperaturabhängig. Die Weibchen sterben oft nach der Fortpflanzung. Die Lebenserwartung beträgt 18 bis 24 Monate, Männchen einiger Arten können auch älter werden. Ihre Nahrung besteht aus Wirbellosen und Knochenfischen.

## Systematik
- Familie Sepiidae, Gattungen, Untergattungen und Auswahl Arten:
  - Gattung Metasepia
    - Prachtsepia (Metasepia pfefferi)

  - Gattung Sepia[3]
    - Untergattung Acanthosepion
    - Untergattung Anomalosepia
    - Untergattung Doratosepion
    - Untergattung Hemisepius
    - Untergattung Rhombosepion
    - Untergattung Sepia
      - Riesensepia (Sepia apama)
      - Breitarm-Sepia (Sepia latimanus)
      - Gewöhnlicher Tintenfisch (Sepia officinalis)

  - Gattung Sepiella